# 提升指數引理
在初等數論中，指数提升引理（英語：lifting-the-exponent lemma，又稱LTE引理或升冪引理）給出一些形如 {\displaystyle x^{n}\pm y^{n}} 的整數所含的質因數 {\displaystyle p} 的次數，即其p進賦值{\displaystyle \nu _{p}(x^{n}\pm y^{n})}。

## 背景
提升指數引理的起源並不明確。該引理目前的形式和名稱也只是在過去10至20年内引起人們的關注。但高斯已經知道這個引理的證明中的幾個關鍵思想，并在他的《算术研究》中引用。儘管該引理主要應用在数学奥林匹克竞赛中，它有時也用於數學研究，例如橢圓曲線。

## 定理內容
对于任意整数 {\displaystyle x}, {\displaystyle y}，正整数 {\displaystyle n}，和素数 {\displaystyle p} 使得 {\displaystyle p\nmid x}，{\displaystyle p\nmid y}，有下述的公式：
- {\displaystyle p} 為奇數時：
  - 如果 {\displaystyle p\mid x-y} ，那麼{\displaystyle \nu _{p}(x^{n}-y^{n})=\nu _{p}(x-y)+\nu _{p}(n)} 。
  - 如果 {\displaystyle n} 是奇數并且 {\displaystyle p\mid x+y} ，那麼 {\displaystyle \nu _{p}(x^{n}+y^{n})=\nu _{p}(x+y)+\nu _{p}(n)} 。
- {\displaystyle p=2} 時 :
  - 如果 {\displaystyle 2\mid x-y} 且 {\displaystyle n} 為偶數，那麼 {\displaystyle \nu _{2}(x^{n}-y^{n})=\nu _{2}(x-y)+\nu _{2}(x+y)+\nu _{2}(n)-1} 。
  - 如果 {\displaystyle 2\mid x-y} 且 {\displaystyle n} 為奇數，那麼 {\displaystyle \nu _{2}(x^{n}-y^{n})=\nu _{2}(x-y)} 。（可以從下的一般情況得出）
  - 推論：
    - 如果 {\displaystyle 4\mid x-y} ，那 {\displaystyle \nu _{2}(x+y)=1} 因此有 {\displaystyle \nu _{2}(x^{n}-y^{n})=\nu _{2}(x-y)+\nu _{2}(n)} 。
- 對任意質數 {\displaystyle p} ：
  - 如果 {\displaystyle \gcd(n,p)=1} 且 {\displaystyle p\mid x-y} ，那麼 {\displaystyle \nu _{p}(x^{n}-y^{n})=\nu _{p}(x-y)} 。
  - 如果 {\displaystyle \gcd(n,p)=1} , {\displaystyle p\mid x+y} 且 {\displaystyle n} 為奇數，那麼 {\displaystyle \nu _{p}(x^{n}+y^{n})=\nu _{p}(x+y)} 。